# Leiolepis reevesii
Leiolepis reevesii är en ödleart som beskrevs av Gray 1831. Leiolepis reevesii ingår i släktet Leiolepis och familjen agamer.

## Underarter
Arten delas in i följande underarter:
- L. r. reevesii
- L. r. rubritaeniata